# Berthold van Muyden
Berthold van Muyden, född den 15 juni 1852 i Chéserex, död den 19 april 1912 i Lausanne, var en schweizisk advokat, historiker och politiker.

## Biografi
van Muyden föddes vid slottet Bonmont som son till Charles Henri Théodore Frédéric van Muyden och Caroline Amélie Elisabeth Augusta Sautter. Han studerade juridik i Lausanne och Leipzig och var verksam som författare. Han har publicerat ett flertal historiska artiklar och verk. Bland vilka märks Pages d'histoire lausannoise (1911) och Histoire de la Nation suisse.
van Muyden var borgmästare i Lausanne åren 1900–1907. Hans dotter Marthe Marie Danielle var förlovad med den svenske ingenjören Stig Fischer.